# A Kálvin téri református templom orgonája (Budapest)

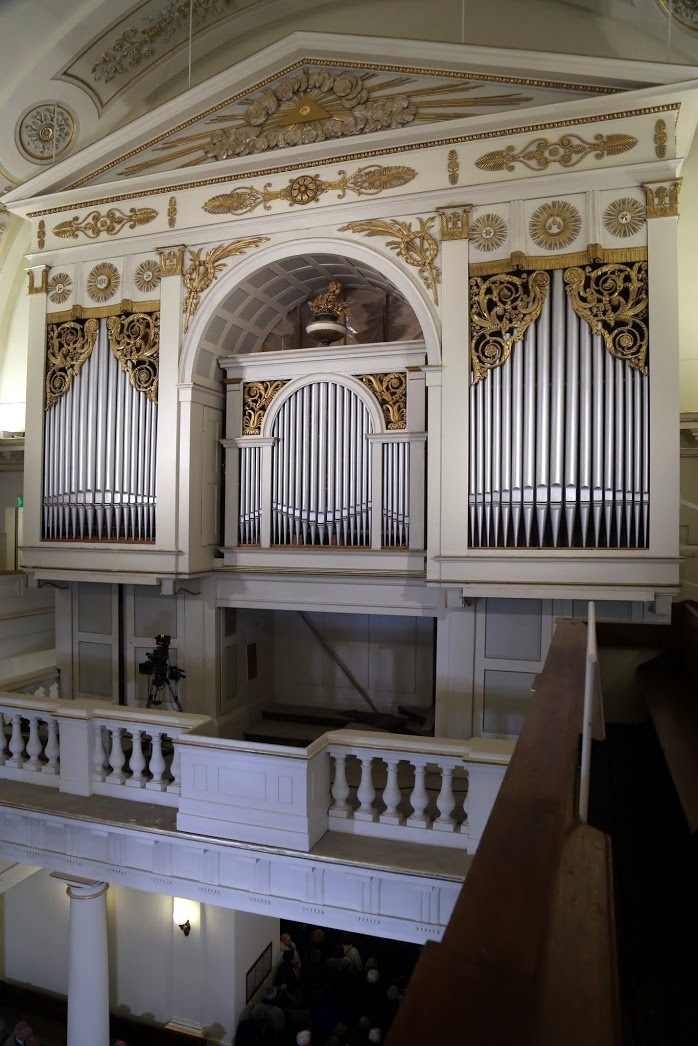
A templom orgonája a karzatról

- Épült:

Deutschmann, ~1830, 2 manuál, pedál, mechanikus traktúra, 23 regiszter
Angster József, 1891, 3 manuál, mechanikus barker, 42 regiszter + redőnymű
Angster József, 1904, pneumatikus traktúra,
Schaffer Ágoston, 1955, elektromos traktúra,
Tarnai Endre, ~1985, bővítés a jelenlegi diszpozícióra
Pécsi Orgonaépítő Manufaktúra Kft., 2014, 2 manuál, pedál, mechanikus traktúra, 30 regiszter, az eredeti Deutschmann orgona rekonstrukciója, bővítve
- 3 sor szabad-kombináció + kézi regisztráció

## Diszpozíció
| Pedal | I. Hauptwerk | II. Positiv | III. Schwellwerk |
| --- | --- | --- | --- |
| 1 Untersatz 32' 2 Prinzipalbass 16' 3 Subbass 16' 4 Oktavbass 8' 5 Gedacktbass 8' 6 Choralbass 4' 7 Hintersatz 3x 8 Rauschbass 4x 9 Posaune 16' 10 Tuba 8' 11 Klarinette 4' | 17 Bourdon 16' 18 Prinzipal 8' 19 Hohlflöte 8' 20 Oktav 4' 21 Flöte 4' 22 Quint 22/3' 23 Superoktav 2' 24 Blockflöte 2' 25 Kornett 3x 26 Mixtur 4x 27 Zimbel 3x 28 Fagott 160 29 Trompete 8'0 | 36 Praestant 8' 37 Holzgedackt 8' 38 Gambe 8' 39 Oktav 4' 40 Rohrflöte 4' 41 Viola 4' 42 Sesquialtera 2x 22/3' 43 Superoktav 2' 44 Larigot 11/3' 45 Scharf 4x 46 Oboe 8' | 50 Gedacktpommer 16' 51 Geigendprinzipal 8' 52 Rohrgedackt 8' 53 Salizional 8' 54 Vox coelestis 8'+8' 55 Oktav 4' 56 Koppelflöte 4' 57 Nasat 22/3' 58 Schweizerpfeife 2' 59 Terz 13/5' 60 Sifflöte 1' 61 Mixtur 4x 62 Zimbel 3x 63 Kopftrompete 8' 64 Vox humana 8' |
| 12 P+I 13 P+II 14 P+III 15 P+II super 16 P+III super | 30 I+II 31 I+III 32 I+II sub 33 I+II super 34 I+III sub 35 I+III super | 47 Tremulant II. 48 II+III 49 Glockenspiel0 | 65 Tremulant III. |

- A 0-val jelölt regiszterek nincsenek beépítve.

## Lásd még
- Kálvin téri református templom (Budapest)
- Orgona (hangszer)